# Apocalipsi d'Abraham
L'Apocalipsi d'Abraham és un llibre d'origen jueu basat en personatges de l'Antic Testament però considerat com a apòcrif, donat que probablement va ser escrit durant el segle i. El llibre ha sobreviscut únicament en la seva versió en antic eslau en sis manuscrits medievals i conté possibles alteracions per part dels bogomils.

## Argument
Es narra la vida d'Abraham de nen quan intentava convèncer el seu pare Tèrah que adorar ídols era inútil, ja que no tenien autèntic poder. Déu li mana deixar casa seva seguint les ordres de l'àngel Yahoel i fer un sacrifici per conèixer l'única divinitat veritable. Pel camí és temptat per Azazel, però resisteix i és premiat amb un ascens al cel. Allà veu unes figures humanes canviants que preguen davant un tron envoltat pels animals del tetramorf i unes rodes que giren sense aturador. Llavors Déu el guia per contemplar tota la creació, veient de nou l'escena de l'expulsió del Paradís terrenal, altres passatges bíblics del passat i per acabar el futur. Arriben a veure la fi dels temps, on el Messies s'imposa de manera definitiva als pagans.

## Anàlisi
L'original perdut estaria en hebreu, el qual s'hauria traduït al grec i posteriorment a l'antic eslau. Aprofita elements de diverses tradicions. Per exemple l'èmfasi en la divisió entre el costat dret (pur) i esquerre (malvat) de les imatges es deu al corrent del gnosticisme, que subratlla l'oposició entre la llum i les tenebres tradicionals. Les escenes de l'apocalipsi provenen del Llibre d'Henoc i de diversos passatges bíblics. L'èmfasi posat en els rituals duts a terme per Abraham i les reflexions sobre els autèntics i els falsos temples es deuen a les addicions de la tradició sacerdotal, mentre que la tradició dels set cels beu de les fonts rabíniques i la literatura apocalíptica.